# Spada laser

Spade laser di diversi colori

La spada laser (in inglese lightsaber, lett. "sciabola di luce") è l'arma caratteristica dei Jedi (Lato Chiaro della Forza) nell'universo fantascientifico di Guerre stellari creato da George Lucas. Adottata anche dai Sith (Lato oscuro della Forza) e dai Cavalieri di Ren, è composta da un'impugnatura di metallo da cui fuoriesce una lama energetica al plasma, che può essere impiegata in combattimento per ferire, perforare oggetti poco resistenti, saldare il metallo, bruciare o per proteggersi da attacchi di blaster che lasciano ferite cauterizzate nella carne.
La spada laser può anche essere usata anche da personaggi non sensibili alla Forza come un'arma o uno strumento ordinario. Una tipica spada laser è lunga circa 91cm con un'impugnatura lunga circa 27cm, anche se le sue dimensioni possono variare in base alle esigenze del suo proprietario. L'impugnatura di una spada laser è costruita da chi la utilizza ed è, quindi, unica nel design. I Jedi usano spade laser di diversi colori (prevalentemente blu e verde, sebbene il viola e il giallo siano apparsi anche nei media canonici), mentre i Sith utilizzano solo spade rosse per distinguersi dai Jedi. Una spada laser accesa emette un caratteristico ronzio, che aumenta di tono e volume man mano che la lama viene mossa rapidamente nell'aria. Portare la lama a contatto con la lama di un'altra spada laser produce un forte crepitio.
Le spade laser compaiono per la prima volta nel film Guerre stellari e sono state poi riprese in numerosi film, serie televisive, libri, fumetti e videogiochi del franchise. L'aspetto distinto della spada laser è stato creato utilizzando il rotoscopio per i film della trilogia originale e con effetti digitali per le trilogie prequel e sequel.
La spada laser è considerata uno dei più famosi esempi di concept design e uno degli elementi più riconoscibili e popolari del franchise di Guerre stellari e del cinema in generale.

## Creazione e sviluppo
«Ricoperto da milioni di minuscole perle di vetro, Scotchlite ha la proprietà di riflettere la luce direttamente alla fonte. È lo stesso materiale utilizzato per i segnali stradali riflettenti e per gli oggetti di scena delle spade laser.»

— Special Effects: An Introduction to Movie Magic

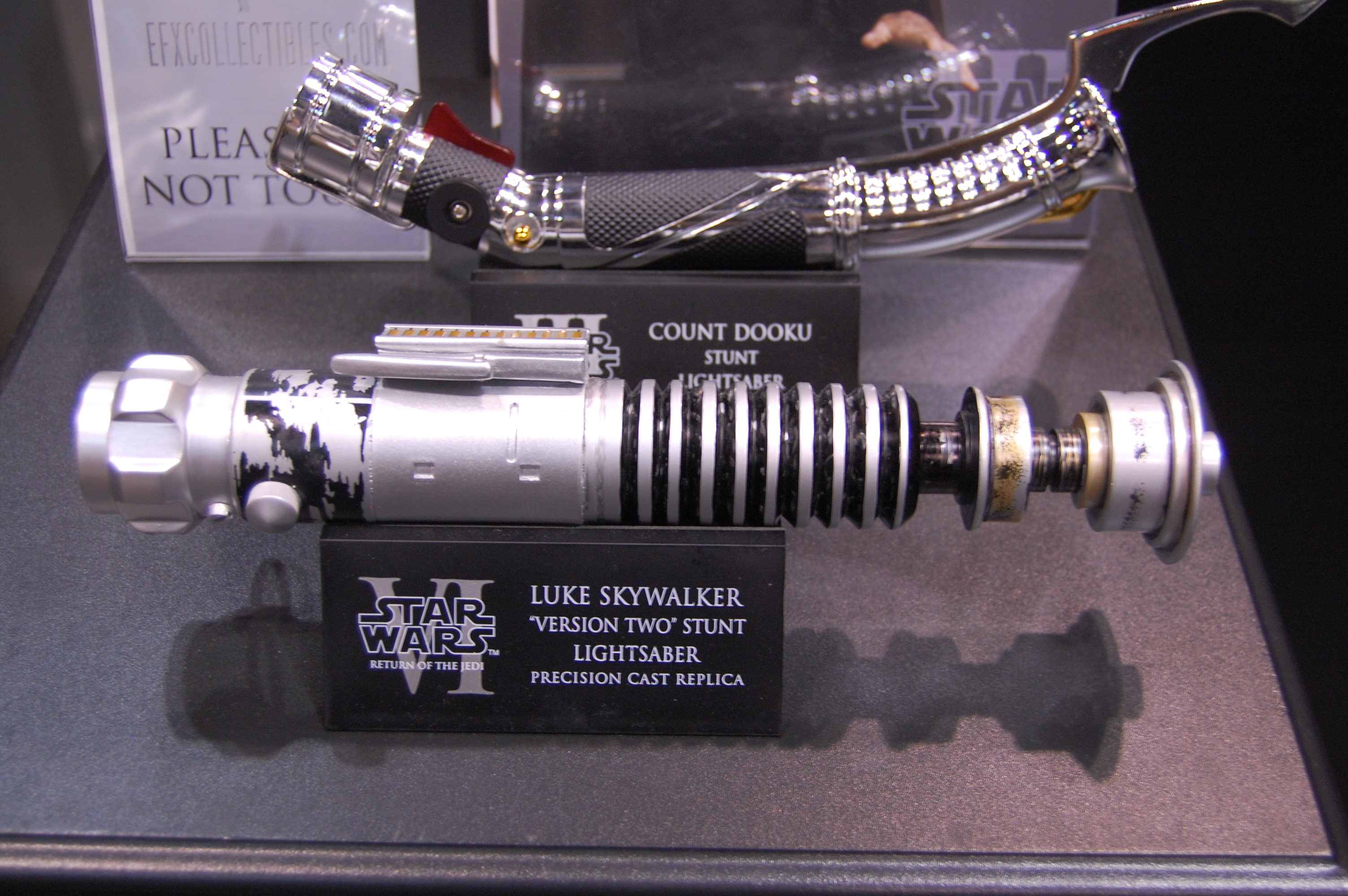
Repliche delle spade laser usate da Luke Skywalker e il Conte Dooku

L'idea per una spada laser trae origine dai film e serial di azione e avventura con cui George Lucas era cresciuto e nei quali erano presenti molti personaggi che maneggiavano spade. Nello sviluppare Guerre stellari, Lucas volle includere delle spade come omaggio a quel mondo fantasy cavalleresco, trasformandole in armi laser per meglio amalgamarsi con l'ambientazione futuristica del film. Nei concept iniziali, le spade laser erano semplici armi al plasma molto diffuse assieme ai blaster, utilizzate anche da soldati ribelli e imperiali, ma con l'introduzione della Forza vennero poi rese appannaggio dei soli Jedi e Sith (inizialmente rappresentati come semplici spadaccini) per aumentare l'aura di unicità, fascino e mistero dell'Ordine.

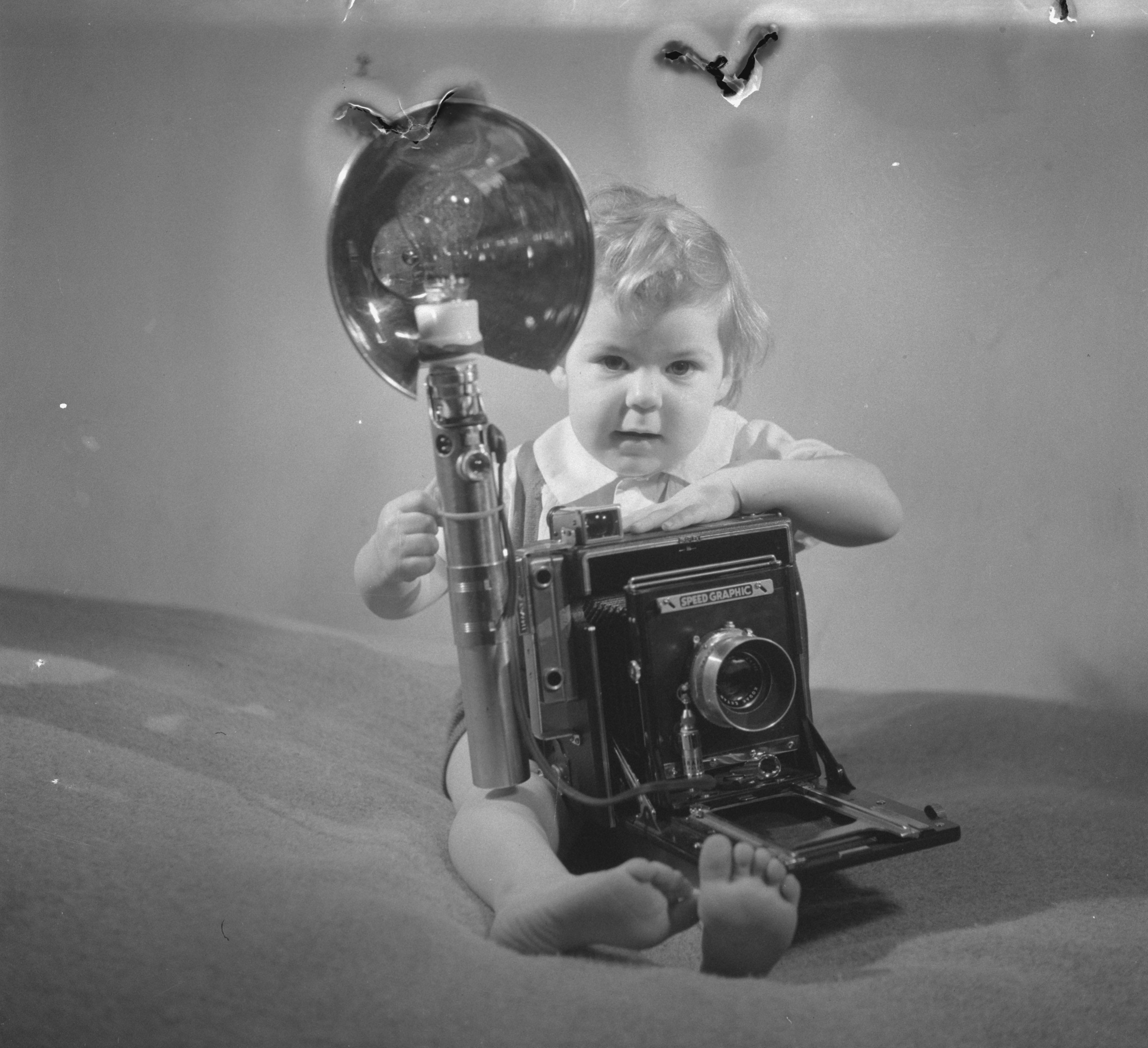
La Graflex Speed Graphic, il cui flash è stato utilizzato per le spade originali di Luke Skywalker e Obi-Wan Kenobi

Le else delle spade laser utilizzate come materiale di scena vennero costruite con i flash di alcune vecchie fotocamere Graflex (dal modello Speed Graphic) (trovate dallo scenografo Roger Christian in un negozio di fotografia nel Great Marlborough Street, West End di Londra) e da altri componenti hardware dal creatore di effetti speciali John Stears. La lama è un'asta a tre lati che è stata rivestita con un retroriflettore Scotchlite, lo stesso usato per i cartelli stradali. Una lampada è stata posizionata a lato della macchina da presa e riflessa verso il soggetto attraverso un vetro angolato di 45 gradi, in modo che la spada sembrasse brillare dal punto di vista della macchina da presa.
La spada laser di Luke Skywalker, ideata da Roger Christian, presenta (attaccate all'esterno del tubo del flash con della colla cianoacrilica) delle guide in plastica per ante scorrevoli e dei tasti di calcolatrice, sostituiti in seguito da circuiti elettrici; mentre per l'arma di Obi-Wan Kenobi si aggiunse tra le altre cose una granata della prima guerra mondiale, il manico di un rubinetto e un condotto preso da un motore Derwent. George Lucas decise di aggiungere una clip all'impugnatura, in modo che Luke potesse appenderla alla cintura. Una volta che Lucas ritenne che l'impugnatura fosse all'altezza dei suoi standard, passò a John Stears per creare l'asta di legno con vernice per proiezione frontale, in modo che gli animatori avessero un bagliore di luce da esaltare successivamente in post-produzione. A causa della mancanza di tempo per la preparazione, il prototipo di Christian e un secondo ricambio furono utilizzati per le riprese in Tunisia, dove iniziarono le riprese di Guerre stellari.
Mentre le else della trilogia originale venivano costruite utilizzando parti trovate, durante le trilogie prequel e sequel veniva talvolta utilizzato un processo diverso. Le impugnature venivano prima lavorate con materiali metallici. In seguito, venivano realizzati dei calchi utilizzando le else metalliche per creare copie in resina da utilizzare sullo schermo. La resina veniva spesso modellata su un'asta metallica a cui poteva essere attaccata una lama da duello per le sequenze di combattimento.

### Effetti visivi
Per filmare la caratteristica luminescenza delle spade laser, si ideò inizialmente un metodo che consisteva nel ricoprire la lama di materiale riflettente mentre un piccolo motore dissimulato nell'elsa faceva roteare la lama stessa; quando veniva ripresa dalla telecamera, la spada sembrava così lampeggiare, ma i prototipi erano delicati e si rompevano spesso, l'alone prodotto era ridotto e un movimento sbagliato poteva cambiare l'angolo di incidenza della luce e azzerare così di colpo la lucentezza delle armi. L'animatore coreano Nelson Shin, propose allora di adottare la tecnica del rotoscopio, che consisteva nel ricalcare direttamente sulla pellicola già filmata, fotogramma per fotogramma, l'animazione finale delle spade laser. Egli inoltre per primo suggerì di dare alle spade laser il loro caratteristico effetto sfarfallio, inserendo nel filmato dei fotogrammi più chiari degli altri tramite la stampante ottica. Shin ha anche consigliato di aggiungere un suono di demagnetizzazione in aggiunta agli altri suoni, in quanto il suono avrebbe ricordato un campo magnetico. L'intero processo ha richiesto una settimana, sorprendendo la sua azienda. Lucasfilm ha mostrato a Shin il prodotto finito, dopo aver seguito i suoi suggerimenti di utilizzare un coltello X-Acto per dare alla spada laser un aspetto molto affilato e di avere un suono che accompagnasse i movimenti dell'arma.
Per i film successivi si decise di rinunciare del tutto a ricreare le spade laser sul set. Durante le riprese gli attori maneggiavano bastoni, che presentavano il vantaggio di essere durevoli e resistenti e di facilitare i movimenti di un vero combattimento; in post-produzione poi veniva ricreato l'effetto luminescente, inizialmente tramite rotoscopio e, con il progredire della tecnologia, utilizzando effetti digitali.

### Suono
Il suono della spada laser fu creato dal progettista del suono Ben Burtt, combinando il rumore del motore di un vecchio proiettore cinematografico con l'interferenza di un televisore, registrati con un microfono non schermato. Burtt, scoprì quest'ultimo accidentalmente, mentre cercava un suono ronzante e scintillante da aggiungere al ronzio del motore del proiettore.
Le variazioni nel suono durante il movimento della spada sono stati prodotti riproducendo il suono di base della spada laser su un altoparlante e registrandolo su un microfono in movimento, generando un effetto Doppler per imitare una sorgente sonora in movimento. Negli ultimi episodi, il suono è stato ricreato digitalmente.

## Caratteristiche

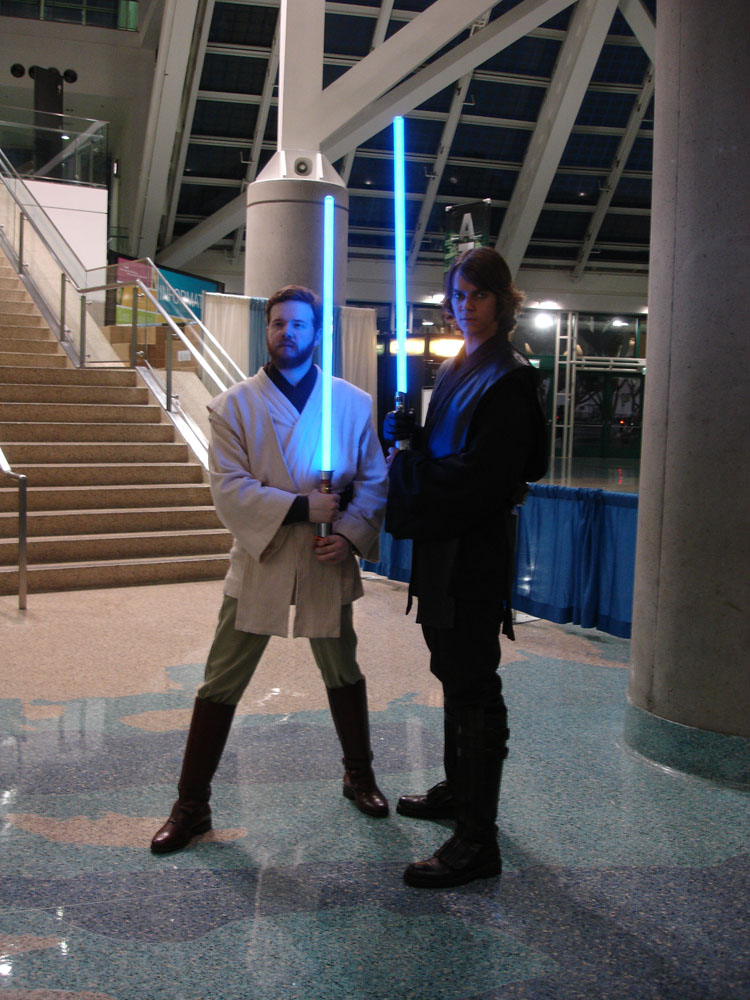
Cosplayer di Obi-Wan Kenobi e Anakin Skywalker con le rispettive spade laser

La spada laser è diventata lo strumento dell'utilizzatore della Forza, Obi-Wan Kenobi nel film Guerre stellari la descrive dicendo:
(Obi-Wan Kenobi, Guerre stellari)
La spada laser è l'arma principale dei Jedi ma viene utilizzata anche dai Sith e dai Cavalieri di Ren. Nelle mani di qualcuno addestrato a impiegare la Forza, una spada laser è uno strumento versatile e potente, tuttavia, in mani inesperte può costituire un pericolo per l'utilizzatore stesso. Solo l'impugnatura infatti ha una massa di entità determinabile e ciò rende difficile giudicare la posizione della lama in modo accurato durante il suo impiego. Inoltre, il rimbalzo all'indietro della lama genera una forza giroscopica che causa instabilità nelle mani dell'utilizzatore.
La spada laser è un'arma per il combattimento corpo a corpo, ma può anche essere lanciata per un attacco a distanza e richiamata grazie alla psicocinesi; come visto in Star Wars - Gli ultimi Jedi, tramite l'uso della Forza, Kylo Ren è in grado di utilizzare la spada laser di Rey per uccidere Snoke a distanza. Ricorrendo alla Forza, inoltre, un Jedi o Sith può usare la sua spada laser per deflettere e riflettere gli attacchi di energia in arrivo, come colpi di blaster. Una spada laser è in grado di tagliare quasi ogni materiale ma vi sono alcune eccezioni, come ad esempio un'altra spada laser, e alcuni tipi di corazze, il beskar (un metallo mandaloriano) e scudi energetici. Il minerale cortosis innesca una reazione nella spada laser che la spegne. Le spade laser possono essere usate anche sott'acqua come visto nella serie Star Wars: The Clone Wars.
Una spada laser è composta da un tubo metallico, ovvero l'elsa (impugnatura), lungo circa 27 centimetri che contiene tutte le componenti base dell'arma, tra cui il cristallo kyber, che ne costituisce il cuore. Premendo il pulsante di attivazione, dall'elsa emerge un fascio di plasma lungo circa 90 centimetri, che forma la lama della spada; anche se le dimensioni possono variare in base all'esigenza dell'utilizzatore. Nei film, in alcune scene, le spade laser si spengono non appena il loro possessore perde il contatto fisico con l'elsa. I Jedi sono incoraggiati a entrare in sintonia con la propria spada laser e la costruzione della propria arma costituisce un rito importante per i giovani apprendisti Jedi, rendendo così la propria spada unica, anche se alcune possono somigliare ad altre, soprattutto se esiste una connessione tra i costruttori.
Esistono sette stili principali di combattimento: Shii-Cho, il più semplice e indicato contro un gran numero di nemici; Makashi, elegante, preciso ed efficace in combattimenti contro nemici dotati di spada laser; Soresu, prevalentemente difensivo; Ataru, basato sull'attacco, la rapidità e potenza dei colpi e l'uso di acrobazie; Djem-So, che coniuga un'attenta difesa a una serie di attacchi a ripetizione con colpi poderosi, spesso utilizzato dai Sith; Niman, che combina gli stili precedenti in una nuova forma con minor dispendio di energia; Juyo/Vaapad, che richiede un grande sforzo energetico e di volontà per effettuare attacchi potenti e mosse imprevedibili, ma che porta il suo praticante pericolosamente vicino al Lato Oscuro.

### Colori
Nella trilogia originale e prequel, le spade laser in possesso dei Jedi emanano una luce verde, come quelle di Qui-Gon Jinn e Yoda, oppure blu, come quelle in possesso di Obi-Wan Kenobi, Anakin Skywalker e Luke Skywalker; tralasciando i primi due film della trilogia originale Guerre stellari e L'Impero colpisce ancora dove le spade emanavano tutte una luce blu. La nuova spada laser di Luke Skywalker ne Il ritorno dello Jedi è stata colorata di blu durante il montaggio iniziale del film, e appare così sia nel primo trailer del film che nei poster cinematografici ufficiali. Tuttavia, è stato cambiato in verde nel montaggio finale del film dopo le prime visioni da parte dei realizzatori, che hanno ritenuto che sarebbe risaltata meglio contro il cielo blu di Tatooine nelle scene all'aperto, e questo cambiamento di colore si riflette anche nelle locandine della riedizione del film. Nella serie Star Wars: The Clone Wars ciò viene motivato dal fatto che nella miniera del pianeta Ilum, da cui i Jedi prelevano i cristalli kyber per le loro spade laser, i cristalli potevano diventare solo di quei due colori; infatti il costruttore di una spada laser sceglie un cristallo kyber e medita con esso finché il cristallo non acquisisce un colore. Il colore di questo cristallo diventa il colore della lama quando viene installato nell'elsa di una spada laser.
Altri colori sono possibili, sebbene molto rari. Ne L'attacco dei cloni e La vendetta dei Sith Mace Windu utilizza ad esempio una spada laser viola, su richiesta dello stesso attore Samuel L. Jackson, che desiderava che il suo personaggio spiccasse maggiormente nella battaglia di Geonosis ed era anche il suo colore preferito. Jackson è noto per richiedere frequentemente che i personaggi che interpreta usino un oggetto di colore viola.
Le serie televisive e la trilogia sequel ampliano il ventaglio di colori delle spade laser. In The Clone Wars le guardie del tempio Jedi maneggiano spade gialle a doppia lama. In Star Wars Rebels Ahsoka Tano usa una coppia di spade dalla lama bianca e al termine de L'ascesa di Skywalker Rey sfoggia una spada dalla lama gialla. Nell'Universo espanso sono presenti ulteriori colori come arancione o fucsia.
I Sith adottano invece uniformemente spade laser di colore rosso. In Star Wars: Ahsoka e Star Wars: Darth Vader viene mostrato che per ottenere una spada rossa, i Sith devono estrarre il cristallo kyber dall'arma di un Jedi sconfitto e concentrano l'energia della Forza su di esso per interrompere il legame tra il cristallo e il Lato Chiaro, facendolo "sanguinare" e piegandolo così al loro volere. Il processo può anche essere invertito, come mostrato in Star Wars: Ahsoka, quando l'omonimo personaggio lo fa con un paio di cristalli sottratti a un Inquisitore, che poi usa nella coppia di spade laser a lama bianca che costruisce alla fine del romanzo.

### Tipologie

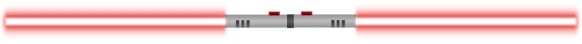
La spada laser a doppia lama utilizzata da Darth Maul in Star Wars: Episodio I - La minaccia fantasma

In aggiunta alle spade laser tradizionali ne sono state introdotte alcune varianti.
La spada laser a doppia lama figura per la prima volta nel fumetto dell'Universo espanso Le cronache dei Jedi ed è stata poi ripresa in La minaccia fantasma come arma di Darth Maul. Presenta un'impugnatura circa tre volte più grande di quella standard ed emette una lama a ogni estremità, le quali possono essere attivate indipendentemente una dall'altra permettendo una grande versatilità.
Sempre ne Le cronache dei Jedi ha origine anche l'idea di una spada laser con impugnatura ricurva, in modo da risultare più elegante ed ergonomica, concetto poi ripreso in L'attacco dei cloni per l'arma del Conte Dooku.
Il videogioco dell'Universo espanso Star Wars: Il potere della Forza introduce altre due varianti: una spada laser picca (una spada laser con una lama più corta ma un manico lungo, simile ad una lancia) e una spada laser in stile tonfa con l'impugnatura ad angolo retto.
Ne L'attacco dei cloni, inoltre, Yoda brandisce una spada laser corta detta anche shoto, che può essere utilizzata come arma secondaria nel combattimento con due spade laser o come arma primaria per Jedi di piccola taglia, come nel caso di Yoda.
Le serie animate, la trilogia sequel e l'Universo espanso aumentano ulteriormente le tipologie di spada laser esistenti. La Spada oscura (Darksaber in originale) viene introdotta in The Clone Wars e ricompare in Rebels e in The Mandalorian: è brandita inizialmente da Pre Vizsla, poi da Maul e successivamente da Sabine Wren. Quest'arma è una spada laser simile ad una katana con una lama nera circondata da un alone bianco, descritta come un'antica spada laser creata dal primo mandaloriano divenuto Jedi e il simbolo dell'autorità su tale popolo. Compare brevemente brandita anche da Moff Gideon e da Il Mandaloriano nel finale della seconda stagione di The Mandalorian, per poi diventare del Mandaloriano.
Sempre in The Clone Wars Asajj Ventress manipola due spade a elsa ricurva legate tra loro tramite una cordicella, in modo da poterle utilizzare sia come spada doppia che come spade separate.
In Star Wars Rebels Ezra Bridger adotta un'arma ibrida che racchiude una spada laser e un blaster, mentre il Grande Inquisitore brandisce una speciale spada laser a doppia lama con una guardia a semicerchio che le permette di ruotare e volare per brevissimo tempo.
Nella trilogia sequel, Kylo Ren utilizza una spada laser caratterizzata dalla presenza di una guardia costituita da due piccole lame laser perpendicolari al filo della spada, che le conferisce l'aspetto di una spadona. La sua lama ha anche un aspetto instabile e focoso, spiegato in alcuni romanzi canonici come conseguenza di un cristallo kyber "incrinato".
Nelle opere dell'Universo espanso fanno la loro comparsa spade laser rivisitate come la lightwhip che aveva una lama flessibile allungata usata come una frusta; la lightclub che è spada laser standard ma di grandi dimensioni e la spada laser a doppia fase (dual-phase) che conteneva due o più cristalli kyber, consentendo così di estendere o accorciare la lunghezza della lama nel mezzo del combattimento.
Altri colori sono apparsi in vari progetti dell'Universo espanso, tra cui molti videogiochi in cui il giocatore può scegliere il colore della spada laser del proprio personaggio.

### Coreografia
La coreografia tecnica delle spade laser della trilogia originale di Guerre stellari è stata sviluppata dal maestro di spada di Hollywood Bob Anderson. Anderson ha allenato personalmente Mark Hamill interprete di Luke Skywalker e, ne L'Impero colpisce ancora e ne Il ritorno dello Jedi, ha eseguito tutte le acrobazie di Dart Fener durante i duelli con le spade laser indossando il costume di Fener. Il ruolo di Anderson nella trilogia è stato evidenziato nel film Reclaiming the Blade, in cui ha raccontato la sua esperienza di schermidore nello sviluppo delle tecniche di spada laser per la trilogia originale.
I duelli con la spada laser nella trilogia prequel di Guerre stellari sono stati specificamente coreografati dallo stunt-coordinator Nick Gillard per essere "storie" in miniatura. Per questi film, Gillard è stato il principale istruttore di spada per Liam Neeson (Qui-Gon Jinn), Ewan McGregor (Obi-Wan Kenobi), Ray Park (Darth Maul) e Hayden Christensen (Anakin Skywalker). Il suo obiettivo nel coreografare le scene di azione per La minaccia fantasma è stato quello di creare acrobazie che scaturissero dalla storia, infatti Gillard ha detto: «non si può semplicemente pensare: Sono un coordinatore di acrobazie, farò accadere una grande acrobazia». «Si tratta di fare in modo che si uniformino bene al film, in modo che le acrobazie non si notino».
Durante la stesura della trilogia prequel, George Lucas disse che voleva che i combattimenti con la spada laser «ricordassero ciò che era stato fatto con la trilogia originale, ma anche che fossero più energici. Avevamo visto uomini anziani, ragazzi giovani e personaggi per metà droidi, ma non avevamo mai visto un Jedi nei suoi anni d'oro. Volevo rappresentare questo con un combattimento più veloce e dinamico, e ci siamo riusciti».
Secondo Gillard, per i prequel sono stati ideati diversi stili di combattimento con la spada laser, con l'obiettivo di caratterizzare ulteriormente i loro praticanti:
Per La minaccia fantasma, Gillard ha definito alcuni stili e difetti per i personaggi che brandiscono la spada. Ha aggiunto che l'uso da parte dei Jedi di un'arma a corto raggio significava che «dovevano essere molto bravi»; combinando varie discipline, da vari stili di combattimento con la spada alle arti marziali «con un tocco di tennis e di taglio di alberi», ha creato lo stile che si vede nelle battaglie con la spada laser de La minaccia fantasma.
Per Il risveglio della Forza, il regista J. J. Abrams ha deciso di gestire le coreografie in modo simile a come erano state realizzate nella trilogia originale. Abrams ha dichiarato che le coreografie della trilogia prequel erano «sempre più spettacolari e stilizzate, quasi come una coreografia di danza», ma non era quello che volevano avere nei nuovi film. Ha dichiarato alla rivista Empire: «Quando si guarda a Guerre stellari e all'Impero, sono battaglie con le spade laser molto diverse, ma per me erano più potenti perché non erano così eleganti. Speravo di ottenere qualcosa di molto più primitivo, aggressivo e rude, un ritorno al tipo di combattimenti con le spade laser da cardiopalma che ricordavo di aver visto da bambino».

## Riproduzioni

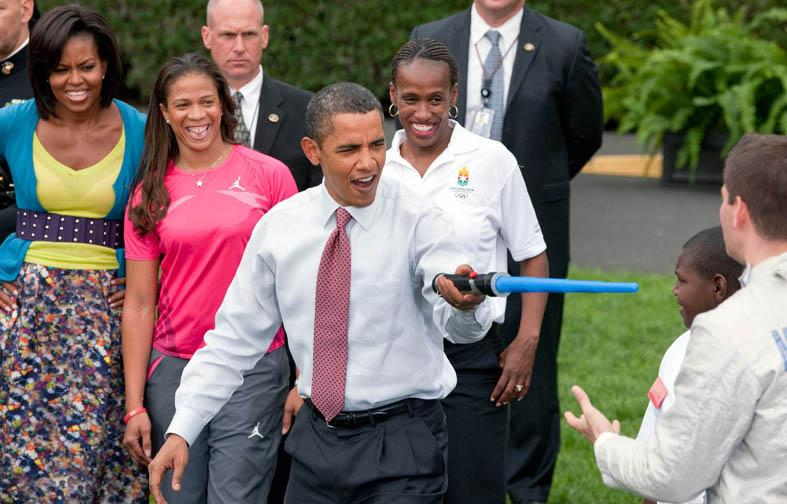
Barack Obama con una spada laser giocattolo

Varie repliche giocattolo di quello che è forse uno degli oggetti più desiderati della storia del cinema sono stati prodotti. Si va da quelle che sono lampade tascabili con un tubo di plastica, a volte fisso, altre allungabile a telescopio, fino ad accurate e costose repliche degli oggetti utilizzati sul set, completi di effetti sonori sensibili al movimento e lame colorate.
Alcune repliche vengono utilizzate appositamente per la scherma sportiva con spade laser. Queste sono composte da else fatte principalmente di metallo e alluminio, con un tubo in PVC flessibile utilizzato come lama, e, nell'accensione, riproducono luci e suoni degli oggetti presenti nella serie.

### Annotazioni
1. ↑  Come visto nell'episodio A Death on Utapau della serie animata The Clone Wars.
2. ↑  Il cristallo Kyber è stato utilizzato anche come fonte di energia per alimentare il super laser della Morte Nera.[19][N 1]
3. ↑  Ki-Adi-Mundi e Saesee Tiin erano stati precedentemente raffigurati in opere spin-off con spade laser viola.[22][23]
4. ↑  Come visto nel romanzo Il discepolo del Lato Oscuro della Trilogia dell'Accademia Jedi e in La gemma di Kaiburr.

### Fonti
1. 1 2 3 4 5 6 7  (EN) Lightsaber, su StarWars.com. URL consultato il 29 aprile 2018 (archiviato il 28 marzo 2010).
2. 1 2  (EN) Pablo Hidalgo, Star Wars: Lightsabers a guide to weapons of the force, Washington, Becker&mayer, 2018,  p. 8.
3. ↑  (EN) Star Wars A New Hope prop light sabre, su PropArchives.com, 21 dicembre 1994. URL consultato il 5 gennaio 2022 (archiviato dall'url originale il 27 agosto 2012).
4. 1 2 3 4 5 6  (EN) Rob Leane, Star Wars: a history of lightsaber design, su Den of Geek, 11 settembre 2015. URL consultato il 12 maggio 2018.
5. ↑  (EN) Sophie Borland, Lightsabre wins the battle of movie weapons, su telegraph.co.uk, The Daily Telegraph, 21 gennaio 2008. URL consultato il 12 maggio 2018.
6. 1 2  (EN) Ron Miller, Special Effects: An Introduction to Movie Magic, Minneapolis, Twenty-first Century Books, 1º gennaio 2006,  p. 89, ISBN 978-0-7613-2918-3, OCLC 60419490. URL consultato il 5 gennaio 2022.
«(EN)  Covered with millions of tiny glass beads, [Scotchlite] has the property of reflecting light directly back to its source. It's the same material used for reflective road signs [and lightsaber props].»
7. 1 2 3  (EN) Star Wars Featurette: The Birth of the Lightsaber, su starwars.com. URL consultato il 12 maggio 2018.
8. ↑  (EN) George Lucas, The Star Wars, story synopsis (PDF), su maddogmovies.com, maggio 1973. URL consultato il 6 gennaio 2023.
«(EN)  An alarm sounds. The rebels are forced to fight their way out of the prison with "multiple laser guns" and swords».
«(IT)  Suona un allarme. I ribelli sono costretti a combattere per uscire dalla prigione con "pistole laser multiple" e spade.»
9. ↑  (EN) George Lucas, The Star Wars, rough draft (PDF), su maddogmovies.com, maggio 1974.
«(EN)  Ten troopers break out of the ranks and take up the chase. Starkiller runs down a corridor and rounds a corner, reaching a dead end. The troops round the corner and confront the trapped Jedi».
«(IT)  Dieci soldati escono dai ranghi e si lanciano all'inseguimento. Starkiller percorre un corridoio e gira l'angolo, raggiungendo un vicolo cieco. Le truppe girano l'angolo e affrontano il Jedi intrappolato.»
10. 1 2 3 4 5 6  (EN) Rob Bricken, 13 Things You Probably Don't Know About Lightsabers, su Gizmodo, io9, 25 aprile 2014. URL consultato il 12 maggio 2018.
11. ↑  (EN) lightsaber, su starwars.com:80. URL consultato il 29 aprile 2018 (archiviato dall'url originale il 28 marzo 2010).
12. ↑  (EN) How the Star Wars lightsaber was born, in BBC News, 15 dicembre 2017. URL consultato il 5 gennaio 2023.
13. ↑  (EN) Star Wars Insider, n. 98, gennaio 2008.
14. ↑  (EN) Seth Sherwood, The Lightsaber Prop Guidebook (PDF), su wannawanga.com, 1º luglio 2018. URL consultato il 5 gennaio 2023.
15. ↑  (EN) Interview with Nelson Shin, su CNN, 9 novembre 2007. URL consultato il 5 gennaio 2022.
16. ↑  (EN) Ben Burtt, Star Wars Trilogy: The Definitive Collection, Lucasfilm, 1993.

(inglese)
«...the microphone passed right behind the picture tube and as it did, this particular microphone produced an unusual hum. It picked up a transmission from the television set and a signal was induced into its sound reproducing mechanism, and that was a great buzz, actually. So I took that buzz and recorded it with the projector motor sound and that fifty-fifty kind of combination of those two sounds became the basic Lightsaber tone.»

(italiano)
«... il microfono passava proprio dietro il tubo ottico e, nel farlo, questo particolare microfono produceva un ronzio insolito. Ha captato una trasmissione dal televisore e un segnale è stato indotto nel suo meccanismo di riproduzione del suono, e si trattava di un grande ronzio, in realtà. Così ho preso quel ronzio e l'ho registrato insieme al suono del motore del proiettore e la combinazione fifty-fifty di questi due suoni è diventata il suono di base della spada laser.»
17. ↑  (EN) Why We Still Love Star Wars: Lightsaber 101, Parade Magazine, 3 dicembre 2017,  p. 9.
«(EN)  The lightsaber wooshing sounds are created by waving a microphone in front of a speaker playing humming and buzzing noises.» 
«(IT)  I suoni della spada laser sono creati agitando un microfono davanti a un altoparlante che riproduce rumori e ronzii.»
18. ↑  (EN) Eric Eisenberg, What Are Kyber Crystals, And Why Are They Important To Star Wars?, su CinemaBlend, 18 dicembre 2016. URL consultato il 6 gennaio 2023.
19. ↑  (EN) Death Star Superlaser, su Star Wars. URL consultato il 2 marzo 2023.
20. ↑  (EN) Kyber Crystal (Lightsaber Crystal), su StarWars.com. URL consultato il 29 aprile 2018.
21. ↑  (EN) Jeff Giles, Samuel L. Jackson on the Hilarious Origins of His Purple Lightsaber in ‘Star Wars’, su screencrush.com, 1º luglio 2013. URL consultato il 12 maggio 2018.
22. ↑  (EN) Paul Harrison, Ki-Adi-Mundi - EI - Basic Research Droids Reviews, su JediTempleArchives.com, 22 agosto 2015. URL consultato il 6 gennaio 2023.
23. ↑  (EN) Saesee Tiin (Jedi Master) Power Of The Jedi, su JediBusiness.com. URL consultato il 6 gennaio 2023 (archiviato dall'url originale il 17 agosto 2021).
24. ↑   (EN) BBC, Why Samuel L. Jackson has a purple light sabre | The Graham Norton Show - BBC, su YouTube, 28 giugno 2013. URL consultato il 6 gennaio 2022 (archiviato il 30 giugno 2013).
25. ↑  (EN) Allyson Gronowitz, What Lightsaber Colors Can Teach Us About the ‘Star Wars’ Universe, su slashfilm.com, 16 gennaio 2018. URL consultato il 12 maggio 2018.
26. ↑  (EN) Darksaber, su Star Wars. URL consultato il 2 marzo 2023.
27. ↑  (EN) Kelly Knox, What is the Darksaber?, su Star Wars, 11 febbraio 2020. URL consultato l'8 luglio 2020.
28. ↑  (EN) Everything You Need to Know About the Darksaber, the Black Blade That Freed Mandalore, su Gizmodo, io9, 3 gennaio 2020. URL consultato il 2 marzo 2023.
29. ↑  (EN) Carol Pinchefsky, Kylo Ren's janky lightsaber, explained - Blastr, su SyFy Wire, 31 dicembre 2015. URL consultato il 12 gennaio 2023 (archiviato dall'url originale il 12 novembre 2020).
30. ↑  (EN) Laurent Bouzereau e Jody Duncan, Star Wars: The Making of Episode I: The Phantom Menace, Hardcover, New York, Ballantine Publ. Group, 1999,  p. 99, ISBN 0-345-43111-1.
31. ↑  (EN) Interview with stunt co-ordinator Nick Gillard (Mr. Optimism)- March 2004 « DESIRING HAYDEN.NET PRESS ARCHIVE, su Desiring Hayden.net, marzo 2004. URL consultato il 2 marzo 2023 (archiviato il 17 luglio 2012).
32. ↑  (EN) Video Games - Nick Gillard Talks ROTS Game, su TheForce.Net, 8 maggio 2005. URL consultato il 2 marzo 2023 (archiviato il 7 dicembre 2008).
33. ↑  (EN) Star Wars: Episode I | Part 6: Prime of the Jedi, su Star Wars, 1º luglio 2008. URL consultato il 2 marzo 2023 (archiviato dall'url originale il 1º luglio 2008).
34. 1 2  (EN) Val Trichkov, New Revelations From Empire’s New Issue on The Force Awakens, su Star Wars Newsnet.com, 27 novembre 2015. URL consultato il 2 marzo 2023.